# Sveti Jošt nad Kranjem
Sveti Jošt nad Kranjem – wieś w Słowenii, w gminie miejskiej Kranj. W 2018 roku pozostawała niezamieszkana. 